# De Maatjes, Wuustwezelheide en Groot Schietveld
De Maatjes, Wuustwezelheide en Groot Schietveld este o arie protejată (arie specială de conservare — SAC, sit de importanță comunitară — SCI, arie de protecție specială avifaunistică — SPA) din Belgia întinsă pe o suprafață de 4.110 ha, integral pe uscat.

## Localizare
Centrul sitului De Maatjes, Wuustwezelheide en Groot Schietveld este situat la coordonatele 51°23′00″N 4°34′00″E / 51.3833°N 4.5667°E.

## Înființare
Situl De Maatjes, Wuustwezelheide en Groot Schietveld a fost declarat arie de protecție specială avifaunistică în octombrie 1988 pentru a proteja 9 specii de animale. Alte tipuri de protecție:
- sit de importanță comunitară (în ianuarie 1900)
- arie specială de conservare (în ianuarie 1900)[1][2]

## Biodiversitate
Situată în ecoregiunea atlantică, aria protejată nu include niciun habitat protejat.
La baza desemnării sitului se află mai multe specii protejate de  păsări (9): buhai de baltă (Botaurus stellaris), caprimulg (Caprimulgus europaeus), erete de stuf (Circus aeruginosus), erete vânăt (Circus cyaneus), ciocănitoare neagră (Dryocopus martius), ciocârlie de pădure (Lullula arborea), gușă albastră (Luscinia svecica), viespar (Pernis apivorus), bătăuș (Philomachus pugnax).